# Педро Трољо
Педро Трољо (28. јул 1965) бивши је аргентински фудбалер.

## Каријера
Током каријере играо је за Ривер Плејт, Верона, Lacio, Асколи, Gimnasia y Esgrima La Plata и многе друге клубове.

## Репрезентација
За репрезентацију Аргентине дебитовао је 1987. године, наступао на Светском првенству 1990. године. За национални тим укупно је одиграо 21 утакмицу и постигао 2 гола.

## Статистика
| Аргентина | Аргентина | Аргентина |
| Год.      | Ута.      | Гол.      |
| --------- | --------- | --------- |
| 1987      | 1         | 0         |
| 1988      | 3         | 1         |
| 1989      | 8         | 0         |
| 1990      | 9         | 1         |
| Укупно    | 21        | 2         |